# Augusto González de Linares
Augusto González de Linares (Valle de Cabuérniga, 1845-Santander, 1 de mayo de 1904) fue un geólogo, mineralogista y zoólogo español.

## Biografía

### Primeros años
Nació el 28 de octubre de 1845 en la localidad cántabra de Valle de Cabuérniga. Hizo estudios primero en la escuela municipal, luego en los Escolapios de Villacarriedo y en el Instituto de Santander. Hizo la carrera de Ciencias Naturales y Derecho en Valladolid y Madrid (1861-1864). Fue ayudante de mineralogía en el Museo de Ciencias Naturales (1867-1869) y sustituto en la cátedra de Historia Natural del Instituto Cardenal Cisneros, ambos en Madrid.

### Doctorado
Doctor en Ciencias en 1870 por la Universidad Central, en 1872 obtuvo la cátedra de Historia Natural del Instituto de Albacete, que abandonó poco después al obtener la cátedra universitaria de Historia Natural en la Universidad de Santiago de Compostela, donde permaneció de agosto de 1872 hasta abril de 1875, mostrándose como firme partidario del evolucionismo, que comenzaba a hacerse un hueco en España, y diseñando una filosofía natural de sentido krausista, escribiendo un ensayo de introducción al estudio de la Historia Natural (1873). En Santiago enseñó también cristalografía utilizando una colección de 1024 modelos de poliedros regalada a uno de sus predecesores, José Rodríguez González, por René-Just Haüy.
Con su amigo el catedrático de Química orgánica Laureano Calderón, encabezó en 1875 una protesta defendiendo la libertad de cátedra, contra una circular del ministro en aquel entonces que pretendía regular los libros de texto y los programas de estudio. En marzo de ese mismo año consiguieron adhesiones en la Universidad Central madrileña, motivo por el que fue apartado de su cátedra.
En 1876, participó en la fundación de la Institución Libre de Enseñanza, a instancias de Francisco Giner de los Ríos, y con Gumersindo de Azcárate y Nicolás Salmerón, entre otros. Fue el primer secretario de ella hasta 1880, enseñando Cristalografía y Morfología Natural junto con Salvador Calderón, y realizando viajes científicos por Europa, que facilitaron la investigación botánica con van Thiegen en el Museo de Historia Natural de París y otras en otros lugares y con otras personalidades científicas del momento.
En 1881, al gobernar los liberales, vuelve a su cátedra, pero en la Universidad de Valladolid por estar ocupada su plaza en Santiago.
Fue comisionado en 1883 para estudiar las costas españolas, comenzando las investigaciones sobre el litoral. En 1884 se reincorporó a la actividad docente en Valladolid, participando en la creación en 1886 del primer centro español de biología marina, cuarto en el mundo, la Estación Marítima de Zoología y Botánica experimentales, en Santander. Al año siguiente fue enviado a Italia para estudiar la institución correspondiente en Nápoles, siendo nombrado a la vuelta director de la nueva institución, que dirigiría en Santander hasta su muerte.

### Legado posterior
Como investigador, González de Linares hizo contribuciones originales en varios campos. Como director de la estación marítima de Santander, llevó a cabo una disección de una ballena, demostrando que Pierre-Joseph van Beneden se había equivocado en ciertos detalles anatómicos. Como geólogo demostró la existencia de formaciones de tipo Weald («wealdienses») en Cantabria. Una gran cantidad de las investigaciones que realizó fueron publicadas como pequeñas notas presentadas a la Sociedad Española de Historia Natural.

## Testimonios
"Linares, más que un naturalista, y filólogo, y matemático, y geólogo, y químico, y legista, y sociólogo –que todas estas ciencias alcanzaba con una cultura y lucidez asombrosas– era un filósofo racionalista inconmensurable. Cerebro vibrátil desde la más tierna niñez, [se dedicó] a la investigación de todos los porqués que surgen en el caminar del pensamiento. El suyo, profundo, meticuloso (con esa meticulosidad de la mística, que ahonda insaciable en pos de lo absoluto), ansiando desentrañar, ante la razón, todo misterio del sentido y del alma, fue acumulando sobre las dudas las afirmaciones y, al llegar a la granazón de su vida, su mentalidad derramaba un torrente de justicia ante la evolución psicológica, porque, no hay que vacilar un instante, la racionalidad no es otra cosa que justicia, subjetiva u objetivamente considerada".
 «Linares y el clero santanderino»  Artículo de Rosario de Acuña, Heraldo de París, 27-5-1904